# Østhavnsvej
Østhavnsvej er en hovedfærdselsåre på Aarhus Havn, der forbinder Sydhavnsgade, Oliehavnsvej og Marselis Boulevard med Østhavnen.
Vejen blev etableret i 2003 sammen med den dengang nye containerhavn. Vejen strækker sig 3,5 km nordøst ud i Aarhus Bugt, og blev anlagt på en lang mole, der forbinder den nye dybvandsterminal, med Sydhavnen. Der var dengang bølgebrydere på både den østlige og vestlige side af vejen, et langt stykke ud i bugten. Containerterminalen har i dag multipliceret dens størrelse i omgange, og Østhavnsvej er flere gange blevet rykket mod øst, på inddæmmet land.
Vejen er blevet omlagt og optimeret igennem tiden, for at gøre bedre brug af terminalernes plads.
I 2020 blev vejen udvidet til firesporet, for at kunne håndtere trafikmængder fra en nyetableret færgeterminal i Østhavnen. Færgeterminalen åbnede i 2020 og ekspedere Molslinjens færger til Sjællands Odde.

## Marselistunnelen
Det er på sigt planen, at den fremtidige mulige Marselistunnelen under Marselis Boulevard, sammen med Aarhus Syd Motorvejen vil føre trafikken fra Østjyske Motorvej til havnen niveaufrit, uden ophold. Den nuværende viadukt under Strandvejen nedlægges og en ny tunnelåbning etableres, hvor Sumatravej i dag ligger. Det er derfra planen at forbinde den nye adgangsvej med Oliehavnsvej og den firesporede Østhavnsvej.